# Doom 64
Doom 64 is een videospel voor de Nintendo 64, geproduceerd en uitgebracht door Midway Games in 1997. Het is onderdeel van de Doom-serie.

## Verhaal
De aarde wordt wederom bedreigd door bovennatuurlijke wezens. Ditmaal heeft een monster duizenden demonen losgelaten. De hoofdpersoon uit de vorige Doom-spellen keert terug om deze nieuwe monsters te verslaan.

## Ontwikkeling
Midways oorspronkelijke titel voor het spel was "The Absolution", maar de naam werd veranderd naar "Doom 64" om de link met de andere Doom-spellen te verduidelijken.
Midway wilde elke demon uit het originele spel gebruiken in Doom 64, evenals een paar extra levels. Tijdgebrek bij de productie en de beperkte geheugencapaciteit van de N64-cartridge maakten dat de extra levels en een paar demonen moesten worden geschrapt.
De muziek en geluidseffecten werden gecomponeerd door Aubrey Hodges, die ook de geluidseffecten componeerde voor de Sony PlayStation-versie van Doom.
Er waren plannen voor "Doom 64 2", maar deze werden geschrapt vanwege het feit dat de doom engine gedateerd begon te raken.

## Gameplay
Een paar verschillen met de andere Doomspellen zijn:
- 32 nieuwe levels.
- Nieuwe, grotere sprites voor alle vijanden, voorwerpen, wapens en projectielen.
- Geen Commando’s, Arch-Viles, Spider Masterminds of Revenants
- Nieuwe boobytraps.
- Geavanceerdere lichteffecten.

## Wapens
Alle wapens uit het originele spel zijn aanwezig in Doom 64 (vuist, kettingzaag, pistool, hagelgeweer, dubbelloops hagelgeweer, machinegeweer, raketlanceerder, plasmageweer en de BFG 9000), maar getekend met nieuwe sprites. De kettingzaag heeft nu twee zaagbladen, en de vuisten dragen handschoenen.
Een nieuw wapen in het spel is de Laser of de Unmaker.